# Schopenhauer-Gesellschaft
Die Schopenhauer-Gesellschaft ist eine literarisch-philosophische Gesellschaft mit Sitz in Frankfurt am Main. Sie dient der Erforschung und Darstellung des Lebens, des Werkes und der Wirkung des deutschen Philosophen Arthur Schopenhauer (1788–1860).

## Geschichte
Gegründet wurde die Gesellschaft 1911 von Paul Deussen, Philosoph, Indologe und Herausgeber einer Schopenhauer-Ausgabe, Georg Grimm, Karl-Eugen Neumann und anderen in Kiel. Sie verfolgt drei Zwecke: der Gemeinschaft der Kenner und Anhänger der Lehre Schopenhauers ein institutionelles Forum zu bieten, ein Archiv zu Leben und Werk Schopenhauers aufzubauen und die Herausgabe eines Jahrbuchs, das sich Schopenhauer und den von ihm aufgeworfenen philosophischen Fragestellungen widmet. Die Gesellschaft hatte schon zu Beginn mehrere hundert Mitglieder aus aller Welt, deren Zahl in den 1980er Jahren zeitweise auf mehr als 1000 stieg. Beim Aufbau des Archivs kooperiert die Gesellschaft seit 1921 eng mit der Frankfurter Universitätsbibliothek (als Nachfolgeinstitution der Frankfurter Stadtbibliothek), in der das Schopenhauer-Archiv heute seinen Sitz hat. Das Archiv verfügt über umfangreiche Bestände zu Schopenhauer, so insbesondere einer Sammlung von Porträts, Manuskripte von Schopenhauer, Dokumente zu seinem Leben und Gegenstände aus der privaten Lebenssphäre, Bücher aus seiner Bibliothek mit Randglossen, wichtige Objekte und Dokumente aus dem persönlichen und intellektuellen Umfeld Schopenhauers etc. (Der größte Teil von Schopenhauers Manuskripten zu seinen Werken, damit der Kern seines Nachlasses, liegt jedoch in der Staatsbibliothek Berlin.) – Von großer Bedeutung für die Gesellschaft ist die Herausgabe des Schopenhauer-Jahrbuchs, das seit 1912 mit nur kurzen zeitbedingten Unterbrechungen regelmäßig erschienen ist. Nach einer anfänglichen Phase inhaltlicher Orientierungssuche hat sich das Jahrbuch zum anerkannten Kompendium einer vor allem wissenschaftlich fundierten Auseinandersetzung und Interpretation Schopenhauers und seiner Denktradition entwickelt.
Zeitbedingt erlebte die Schopenhauer-Gesellschaft insbesondere in den ersten Jahrzehnten ihrer Existenz sehr wechselhafte Perioden. 1920 spaltete sich als Ableger einer völkisch ausgerichteten Schopenhauer-Interpretation die Neue Deutsche Schopenhauer-Gesellschaft ab, deren Aktivitäten aber nach kurzer Zeit bereits erlahmten. In einem internen Konflikt Anfang der Zwanzigerjahre wurde eine stärker wissenschaftlich basierte Ausrichtung der Gesellschaft gegenüber dem laienhaften Moment durchgesetzt. Ende der Zwanzigerjahre veranstaltete die Gesellschaft drei große internationale Kongresse: Europa und Indien (Dresden 1927), Philosophie und Religion (Frankfurt 1929) und Theorie und Wirklichkeit (Hamburg 1931). In der NS-Zeit hatte sie angesichts der wirtschaftlichen Situation und dem allgemeinen politischen Druck stark um ihr Überleben zu kämpfen, überstand die Zeit jedoch, ohne unzumutbare Zugeständnisse gegenüber dem Regime gemacht zu haben. Seit 1938 beteiligte sich die Gesellschaft an den Plänen der Stadt Frankfurt, im Sterbehaus Schopenhauers ein Schopenhauer-Museum einzurichten, doch kam es wegen des Krieges, der auch die Zerstörung des Schopenhauerhauses brachte, nicht zur Realisation. Nach dem Krieg setzte eine kontinuierliche Entwicklung ein, deren Hauptlinien eine weitere erfolgreiche Sammeltätigkeit für das Schopenhauer-Archiv, die Herausgabe des Jahrbuchs, die Veranstaltung von Tagungen, Kongressen, Vorträgen, Ausstellungen und Essay-Wettbewerben (seit 2003) sowie eine umfangreiche Publikations- und Herausgebertätigkeit der führenden Mitglieder der Gesellschaft sind. Die Gesellschaft unterhält Sektionen in Nordamerika, Indien, Brasilien, Italien, Polen, Japan und anderweitig.
Die bisherigen Präsidenten:
- Paul Deussen 1911–1919
- Leopold Wurzmann 1920–1924
- Hans Zint 1924–1936
- Arthur Hübscher 1936–1982
- Wolfgang Schirmacher 1982–1984
- Rudolf Malter 1984–1992
- Heinz Gerd Ingenkamp 1992–2000
- Matthias Koßler seit 2000